# Jean-Baptiste Morel
Pour les articles homonymes, voir Morel.
Jean-Baptiste Morel, ne lé 8 juillet 1851 à Grainville-la-Teinturière et mort le 26 juin 1942 à Mont-Saint-Aignan, est un avocat et homme politique français.

## Biographie
Jean-Baptiste Morel fait ses études classiques au lycée de Caen et celle de droit dans la même ville et est reçu docteur en droit avant de se faire inscrire avocat au barreau de Dieppe en 1877 puis à celui de Rouen en 1891. Il est professeur de droit civil à l'École de notariat et à l'École de droit de Rouen.
Marié à Louise Ernestine Nion, dont il devient veuf en 1931, il a deux filles prénommées Joséphine et Hélène.
Il entre au conseil municipal de Rouen en 1902 et est nommé adjoint au maire la même année. Premier adjoint le 16 juillet 1914, il remplace Lucien Valin à la mairie de Rouen lorsque ce dernier part à la guerre le 2 août 1914.

## Distinctions
- Chevalier de la Légion d'honneur (30 octobre 1920)[1].